# جيمس ستيوارت (لاعب اتحاد الرغبي)
جيمس ستيوارت (بالإنجليزية: James Stewart)‏ هو لاعب اتحاد الرغبي نيوزيلندي، ولد في 3 أكتوبر 1890 في كايابوي ‏ في نيوزيلندا، وتوفي في 5 مايو 1973 في وانغاري في نيوزيلندا.